# ديفيد إي. بلوم
ديفيد إي. بلوم (بالإنجليزية: David E. Bloom)‏ هو اقتصادي ومؤلف أمريكي، ولد في 16 أكتوبر 1955 في نيويورك في الولايات المتحدة.

## وصلات خارجية
- الموقع الرسمي